# Geesthof
Der Geesthof ist ein Gutshof in Klint (Hechthausen) im Elbe-Weser-Dreieck an der Oste.

## Geschichte

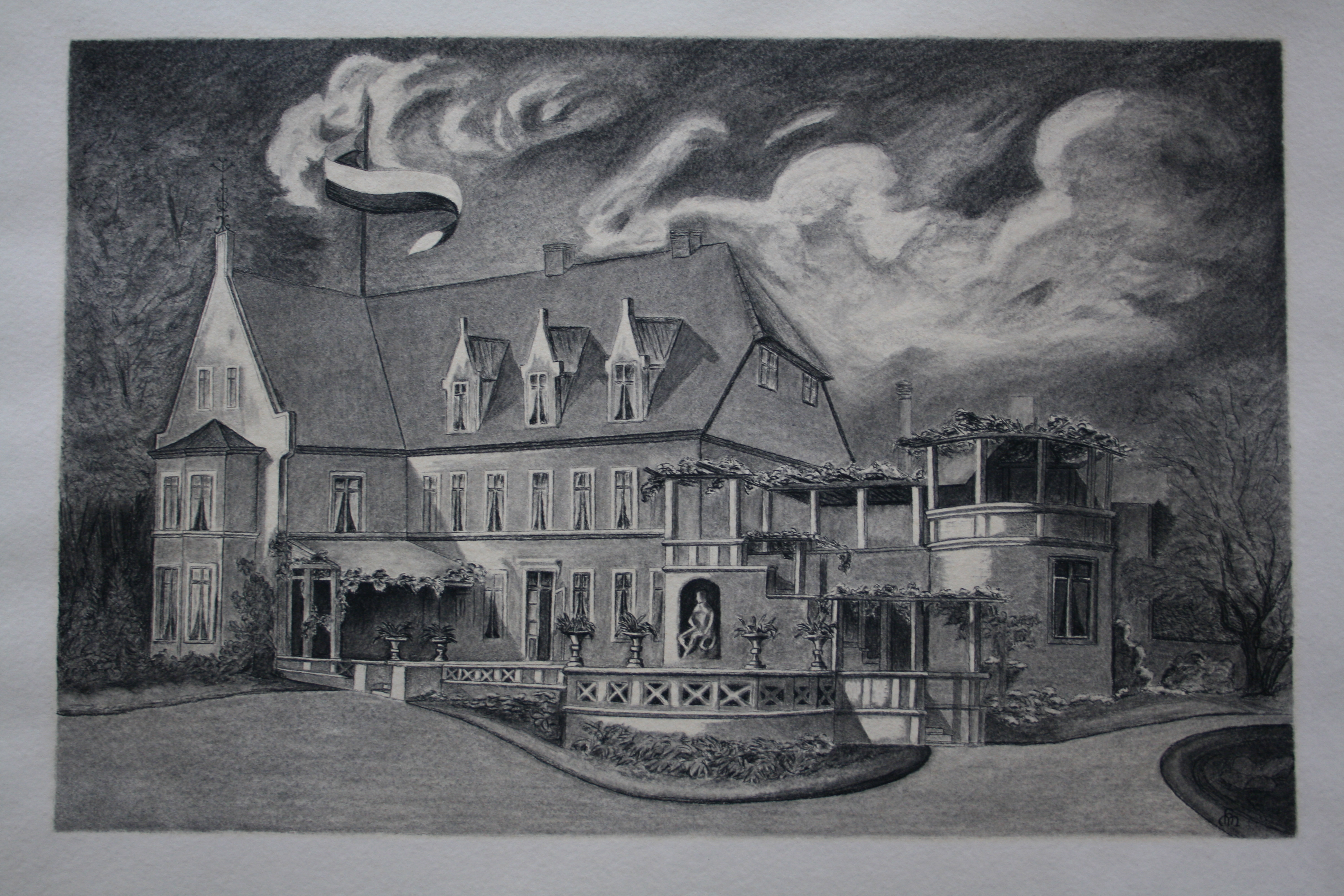
Das Schloss Geesthof um 1880

Der Geesthof wurde ursprünglich als Vorwerk der Kranenburg errichtet. Er befindet sich von der Kranenburg aus gesehen auf der anderen Seite der Oste und gehört zum Ort Klint. Die erste urkundliche Erwähnung des Geesthofes erfolgte 1542 in einem Vertrag zwischen Johann von Marschalck und Franz von Marschalck, in welchem Franz als erster Eigentümer des Geesthofes belegt ist. Der Geesthof wird hier noch als Vorwerk beschrieben. Franz erbaute 1566 das erste Gutshaus. Der gesamte Gutsbetrieb bestand aus dem zweistöckigen Gutshaus und mehreren Gutsgebäuden, die durch Wall und Graben geschützt waren.
Da das Erzbistum Bremen als Teil Schwedens zu den Protestanten gehörte, kämpfte der Eigentümer, wieder ein Franz Marschalck, im Dreißigjährigen Krieg mit den Schweden gegen die Katholische Liga. Die Holzbrücke, die hier über die Oste führte und den Geesthof mit dem Ort Kranenburg verband, überdauerte den Krieg nicht. Sie wurde von den Schweden beim Herannahen der katholischen Tilly’schen Truppen zerstört.
Der Verlust der Brücke und der Dreißigjährige Krieg bereiteten Franz von Marschalck große wirtschaftliche Schwierigkeiten. 1691 wurden die Gebäude von Jürgen von Marschalck, der sie von seinem Vetter erbte, als sehr verfallen bezeichnet.
Sein Nachkomme Franz von Marschalck ließ 1745 das Gutshaus neu errichten. Sein Enkel Carl Wilhelm vererbte das Gutshaus seinem Neffen Gustav mit der Bitte, das Gutshaus zu einem Schloss umzubauen. Dieser folgte dem Wunsch und beauftragte einen italienischen Architekten, der 1869 das Gutshaus verputzte und einen weiteren Flügel hinzufügte.  Details wie ein Balkon und die Dachrinnen wurden ebenfalls aus Zementputz hergestellt. Das so entstandene Schloss wurde ab 1874 nur noch im Sommer bewohnt, da das Mauerwerk feucht war. Der Frost hatte den Putz aufreißen lassen und das Wasser lief in das Mauerwerk. Die nach außen nun verputzte Holzkonstruktion konnte nicht mehr abtrocknen. 1895 wurde das inzwischen vom Hausschwamm befallene Gebäude abgerissen.
Übrig blieb der Marstall oder Pferdestall, welcher dann als Pächterhaus diente.
Erhalten blieben auch große Teile des Schlossparks. Vor allem der Wirtschaftsgarten mit seinen Obstbäumen mit alten Obstsorten wurde nach dem Abriss des Schlosses weitergeführt. Im Schlosspark sind auch viele der alten Parkbäume erhalten geblieben.
Am 4. April 1949 geriet eine große mit Reet gedeckte Scheune in Brand. Durch die Trockenheit der vorangegangenen Wochen und einen starken Südwestwind breitete sich das Feuer rasch zu einem Großfeuer im nordöstlich gelegenen Ort Klint aus. Alle Wirtschaftsgebäude auf dem Geesthof und 32 Gebäude des Ortes Klint fielen den Flammen zum Opfer. Die Freiwilligen Feuerwehren aus Klint und zwölf umliegenden Orten wurden zusammengezogen und retteten achtzehn weitere Gebäude, die bereits Feuer gefangen hatten. Die meisten der abgebrannten Gebäude wurden in den folgenden Jahren wieder aufgebaut.
Diese Scheune brannte 2001 erneut ab und wurde als zweigeteiltes Gebäude wieder aufgebaut. Heute befindet sich ein Ferienpark auf dem Gelände des Geesthofes. An der Stelle des Schlosses steht heute ein Schwimmbad, der alte Pferdestall wurde zu einem Restaurant umgebaut.

## Sagen und Legenden
- Der Hexenspuk auf dem Geesthof